# محوطه کفر
محوطه کفر مربوط به دوران‌های تاریخی پس از اسلام است و در شهرستان ارسنجان، بخش مرکزی، روستای کفر واقع شده و این اثر در تاریخ ۲۲ مرداد ۱۳۸۴ با شمارهٔ ثبت ۱۳۳۴۶ به‌عنوان یکی از آثار ملی ایران به ثبت رسیده است.